# Робева къща
Робевата къща (на македонска литературна норма: Куќа на Робевци) е семейната къща на българския възрожденски род Робеви в Охрид.
Построена в 1863 година, сградата е смятана за един от най-известните архитектурни паметници в Северна Македония. В нея се помещава археологическата експозиция на Института за защита на паметниците на културата и музей – Охрид.

## История
Парцелът с къща във Вароша, днес на улица „Цар Самуил“ № 62, до 1825 година е собственост на Йоаким Пендо от махалата Геракомия. В 1825 година къщата е купена от търговците братя Ангел и Анастас Робеви, разрушена е до основи и е издигната нова къща, завършена на 15 април 1827 година. Отзад зад къщата, на северната страна, е издигната каменна магаза с хамбари за жито отгоре, на която и до днес е запазен гръцкият надпис. Къщата е имала приземие и два етажа. Изгаря през януари 1861 година, запалена от зулумаджията Устреф бег, браг на Осман бег, като оцелява само магазата с хамбарите. Д-р Константин Робев подава жалба пред валията Исмаил паша Черкез в Битоля. През втората половина на януари 1861 година е изпратен юзбашия, който да проучи случая, но разследването завършва с арест на българския учител Димитър Миладинов.
Две години след пожара от 1861 до 1863 година е изградена сегашната двойна, братска къща – лявата половина е за д-р Константин Робев, а дясната за Анастас Робев. Строител на къщата е видният майстор Тодор Петков от село Гари. Петков, който е и резбар, ръководи и оформянето на интериора на сградата. За да са различни къщите обаче, за Ангеловия дял от къщата са повикани други дебърски майстори, като на двете тайфи е забранено да си следят взаимно работата. Така резбованото оформление в двата дяла е различно.
Къщата е обитаема до 1900 година, когато Константин Робев се мести в Битоля и използва своя дял само като лятна резиденция. В дясната половина живеят синовете на Анастас - Яким, Димитир и Никола и зетят на Константин Робев, Иван Паунчев.
След като Охрид попада в Сърбия след Балканските войни, в периода 1913 – 1919 година в Константиновия дял на къщата са настанени сръбски войници, които ѝ нанасят щети и изнасят част от дърворезбите в нея в Ниш, въпреки протестите на Ангел Константинов Робев пред окръжния управител. В 1920 година този дял се използва за склад за земеделското произвоство от имотите на Робевци.
След Втората световна война къщата е обявена за паметник на културата. През юни 1950 година община Охрид разполага в нея Народния музей. В 1951 година сградата е поставена под защита на Закона за културно-историческите паметници, в 1953 година е национализирана, а в 1959 година е предадена на Народния музей за постоянно ползване. След сливането на Народния музей и Института за защита на паметниците на културата на 1 март 1973 година, започва цялостна реставрация на къщата, която с прекъсвания трае до 25 август 1990 година, когато сградата е отворена като музей с част, посветена на Робевци, презентация на археологическото богатство на Охриско и Стружко на първия етаж и на охридската резба на втора. В 1996 година къщата повторно е поставена под защита на Закона за защита на паметниците на културата като ценно културно-историческо архитектурно наследство от староградската охридска архитектура от XIX век. В 2002 година в помещение на втория етаж е разположена изложба на златните предмети от Дебойския некропол в Охрид.

## Архитектура
Къщата е двойна, братска. Състои се от приземие и два етажа. Приземието има икономически функции, каквито има и изграденият отзад магазин (магаза) с масивни каменни зидове и железни врати. Двата ката са решени просто – голям хол по дължина и две стаи отстрани. Така малките помещение са унищожени – помещенията за прислугата, кухненските помещения с мивките и прочее.
В двора е изграден Лапидариум за излагане на епиграфските паметници от района. От помощните сгради отзад магазата е превърната в санитарен възел, Робевият хамам е в руини, а пералнята също е в лошо състояние.